# 베를린 리히텐라데역
베를린 리히텐라데역(Bahnhof Berlin-Lichtenrade)은 베를린 템펠호프쇠네베르크구 리히텐라데에 있는 철도역이다.

## 역사
1875년에 드레스덴이 개통된 후 1883년 6월 1일에 리히텐라데에 승강장이 건설되었다. 당시 승강장은 단선 선로상에 건설되었으며, 길이는 30 m, 포장은 자갈 재질이었다. 현재의 반호프슈트라세(Bahnhofstraße) 남쪽에 위치해 있었다. 1875년부터는 역 서쪽으로 프로이센 왕립 군용철도 선로가 지나갔지만 제1차 세계 대전 종전 이후 1919년에 철거되었다.
1892년에 노선이 복선화되면서, 반호프슈트라세 북쪽에 2층 벽돌조 역 건물이 건축되었다. 1층에는 역무실, 2층에는 직원 숙소가 위치해 있었다. 역 건물 북쪽으로 직원 숙소가 건설되었고, 그 사이에는 화장실 및 매장 건물이 건설되었다. 개통 당시의 상대식 승강장은 1909/1910년에 섬식 승강장으로 대체되었다. 역 동쪽으로 화물 승강장 및 리히텐라데 양조장 연결선이 건설되어 있었다.
철도 건널목이 내려가 있을 때에도 역에 진입할 수 있도록 하기 위해서 승강장 남쪽에 보행자 터널이 건설되었고, 터널 양쪽 끝에서 반호프슈트라세/프린체시넨슈트라세(Bahnhofstraße/Prinzessinnenstraße) 방면으로 분기한다. 도로변 출입구는 온실을 본딴 형태로 건설되었고, 출입문 위쪽으로는 역명판이 부착되어 있었다. 승강장으로 연결되는 출입구 앞쪽으로는 매표소와 검표 시설이 설치되었다.
1925년에 승강장에 간이 매점이 설치되었고 제2차 세계 대전 중에는 벙커가 설치되었다. S반 전철화에 따라서 1939년에 승강장 높이가 20 cm 상승했다. 1939년 5월 15일에 전동차 운행이 시작되었다.
제2차 세계 대전으로 인하여 1945년 4월부터 열차 운행이 중단되었다. 그 해 8월 19일부터 증기 기관차로 근교선 운행이 다시 시작되었고, 9월 8일부터 전동차 운행이 복구되었다. 1948년부터는 그뤼나우 방면 디젤 동차 운행이 진행되었다.
베를린 장벽 건설로 인하여 1961년 8월 13일부터 리히텐라데역에서 남쪽으로 열차 운행이 차단되었고, 모든 열차는 리히텐라데역에 종착했다. 철도 건널목은 철거되었으나 보행자 터널은 계속 유지되었다. 역 구내 선로는 반호프슈트라세 직전에 설치된 선로 중단점에서 끊어졌다. 역 북쪽에 있었던 Lrd 신호소는 1977년/1978년에 철거되었으며, 평소 운행에는 단선 승강장만 사용했다.
1984년 1월 9일 서베를린 S반 영업권이 베를린교통공사로 양도되면서 안할트역-리히텐라데역 구간의 운행이 다시 시작되었다. 그 해에 보행자 터널이 폐쇄되었고 승강장 진입로가 노면으로 바로 연결되었다. 과거 출입구와 터널은 철거되지는 않았다. 출입구 2곳은 자전거 주차장과 버스 승강장으로 개조되었고, 승강장으로 직통하는 통로가 개방되었다. 복선화 공사 과정에서 양방향 건넘선이 설치되었고 역 동쪽에는 유치선 1선이 건설되었다. 선로 전환기 조작실은 역무실 내에 건설되었다.
독일의 재통일 이후 리히텐라데역 남쪽으로 선로가 다시 연결되었고 철도 건널목이 복원되었다. 1992년 8월 28일에 말로역까지의 연장 운행이 재개되었다.
2018년 4월 3일에는 마리엔펠데 전자식 신호소가 개통했고, 리히텐라데역 선로 제어권이 넘어갔다. 이와 함께 ZBS 보안 장치가 가동을 시작했다.
1인 승무를 위한 ZAT 시스템 설치 이후에도 이 역의 출발 지시는 역무원이 담당한다.
역 건물과 근처에 있는 일부 건축물은 베를린의 건축유산으로 지정되어 있다.

## 개량 계획
드레스덴선의 장거리 열차선 복원 공사에 따라서 리히텐라데역의 개축이 진행되었다. 철도 건널목은 지하차도로 대체된다. S반 승강장은 고가화되며 버스 승강장 위치도 변경된다. 구 역사와 승강장은 건축유산으로 지정되었음에도 불구하고 철거될 예정이다. 폐목 정리, 불발탄 수색, 수도관 우회 등의 건설 준비 작업은 2017년 10월부터 시작되었다. 2020년 5월부터 반호프슈트라세 철도 건널목이 폐쇄되었고, 블랑켄펠데 방면으로 연결되는 선로도 1번선에서 2번선으로 변경되었다.
2021년 6월 24일부터 8월 8일까지 프리스터베크역 이남 S2 운행이 중단되었다. 2번 선로가 동쪽으로 이설되었고 과거 양조장 부지에 임시 승강장이 건설되었다. 2021년 8월 말까지 과거 섬식 승강장이 철거되었고, 1번선은 시하우베크역에서 단절되었다. 이설된 승강장은 2022년 12월 12일에 영업을 재개했다.

## 인접 정차역
베를린 버스 M76, 172, 175, 275번, 텔토플레밍군 버스 743번과 환승할 수 있다.
| 베를린 S반                           | 베를린 S반 | 베를린 S반           |
| ------------------------------------ | ---------- | -------------------- |
| 시하우베크 베르나우 바이 베를린 방면 | S2         | 말로 블랑켄펠데 방면 |